# یی‌لان (تایوان)
یی‌لان (به لاتین: Yilan City) یک شهر در تایوان است که در شهرستان یی‌لان واقع شده‌است.

## خصوصیات
یی‌لان ۲۹٫۴۰۸ کیلومترمربع مساحت و ۹۵٬۸۸۵ نفر جمعیت دارد.

## ترابری

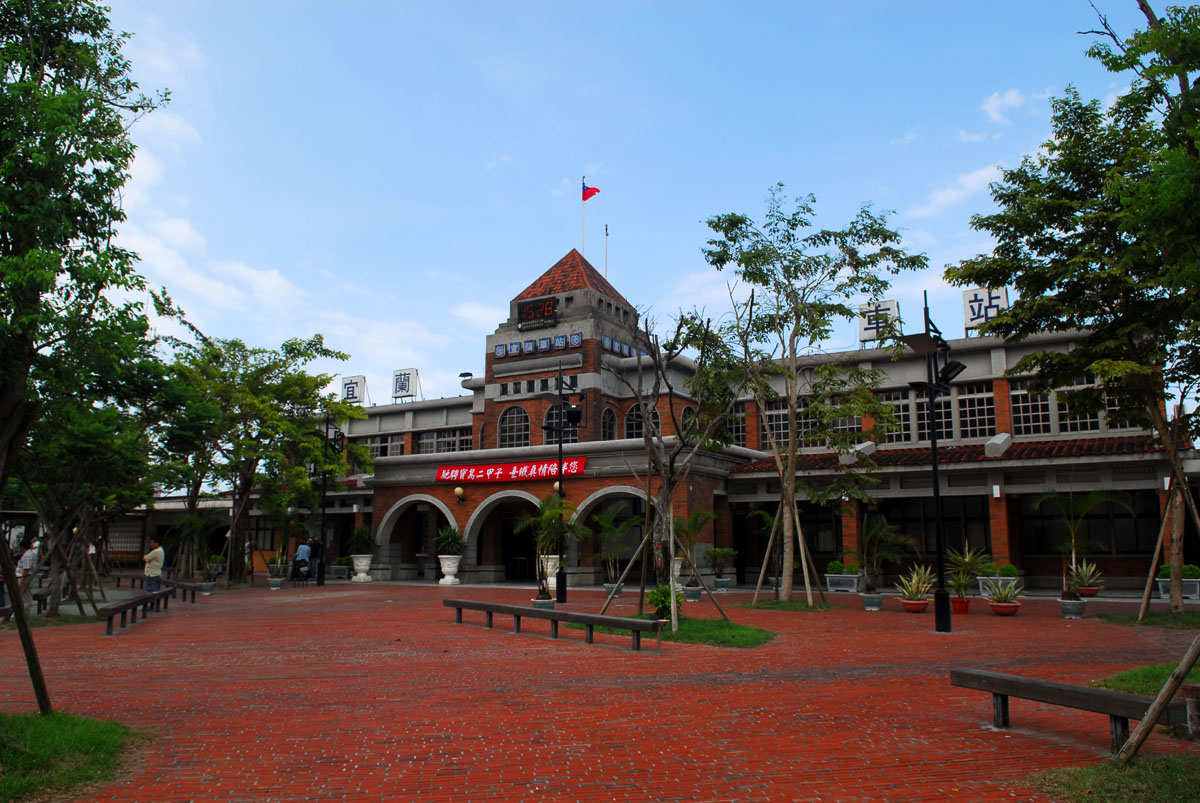
ایستگاه ییلان

- ایستگاه راه‌آهن یی‌لان

## شهرهای خواهرخوانده
- لیوود، کانزاس، ایالات متحده آمریکا (۱۹۸۸)
- مادرا، کالیفرنیا، ایالات متحده آمریکا (۱۹۹۴)
- لوول، ماساچوست، ایالات متحده آمریکا (۱۹۹۷)
- برونس ویک، جورجیا، ایالات متحده آمریکا (۲۰۰۹)